# Radu Voina
Radu Voina (nascut el 29 de juliol de 1950 a Sighişoara), és un exjugador d'handbol romanès, i actualment entrenador del mateix esport.

## Carrera esportiva

### Com a jugador
va competir als Jocs Olímpics de 1972, als Jocs Olímpics de 1976, i als Jocs Olímpics de 1980.
Als Jocs Olímpics de 1972 hi obtingué una medalla de bronze amb l'equip romanès. Hi va jugar quatre partits. Quatre anys més tard guanyà la medalla d'argent, també amb Romania. Hi jugà tots cinc partits, i va marcar cinc gols. El 1980, va guanyar la medalla d'or amb Romania, jugant quatre partits i marcant quatre gols.
També fou Campió del món amb Romania el 1974, a Berlín.

### Com a entrenador
Ha entrenat, entre d'altres, els equips ASL Robertsau, RC Strasbourg, Steaua i la selecció romanesa d'handbol. Entre febrer de 2009 i maig de 2010 fou també entrendador del CS Oltchim Râmnicu Vâlcea.
La temporada 2009–2010, va assolir de classificar el seu equip, el CS Oltchim Râmnicu Vâlcea per la final de la Women's EHF Champions League per primer cop en la història del club, tot i que desafortunadament perderen la final.
Al final de la temporada, Radu Voina decidí de no renovar el seu contracte amb el CS Oltchim Râmnicu Vâlcea, però va seguir al front de la selecció romanesa femenina.
El març de 2011, va substituir Anja Andersen a la banqueta dels CS Oltchim Râmnicu Vâlcea.
Els seus contractes tant amb la selecció romanesa femenina d'handbol com amb l'Oltchim expiraren el juny de 2012 i Voina va decidir de no renovar-los.

## Títols i guardons
El pavelló poliesportiu de Sighişoara duu el seu nom.
El 2009, fou guardonat pel president romanès Traian Băsescu amb l'orde "Meritul Sportiv" de segona classe.